# Basaula Lemba
Basaula Lemba (né le 3 mars 1965 à Kinshasa, à l'époque en République du Congo-Kinshasa, aujourd'hui en République démocratique du Congo) est un joueur de football international congolais (RDC), qui évoluait au poste de milieu de terrain.
Ses deux neveux, Nando et Jucie Lupeta, sont également footballeurs.

## Biographie

### Carrière en club
Il joue 214 matchs et inscrit 15 buts en première division portugaise entre 1986 et 1996.
Il participe à la Coupe de l'UEFA avec le club du Vitória Guimarães et remporte une Coupe du Portugal avec le club d'Estrela Amadora.

### Carrière en sélection
Avec l'équipe du Zaïre, il joue entre 1988 et 1994.
Il figure dans le groupe des sélectionnés lors des Coupes d'Afrique des nations de 1988, de 1992 et de 1994. Il atteint les quarts de finale de cette compétition en 1992 et 1994.
Il joue également trois matchs comptant pour les tours préliminaires de la coupe du monde 1990.

## Palmarès
Estrela Amadora
- Coupe du Portugal (1) :
  - Vainqueur : 1989-90.
- Supercoupe du Portugal :
  - Finaliste : 1990.